# Aston Martin Zagato Centennial
Aston Martin Zagato Centennial – samochód sportowy klasy wyższej typu one-off produkowany pod brytyjską marką Aston Martin w latach 2013–2014.

## Historia i opis modelu

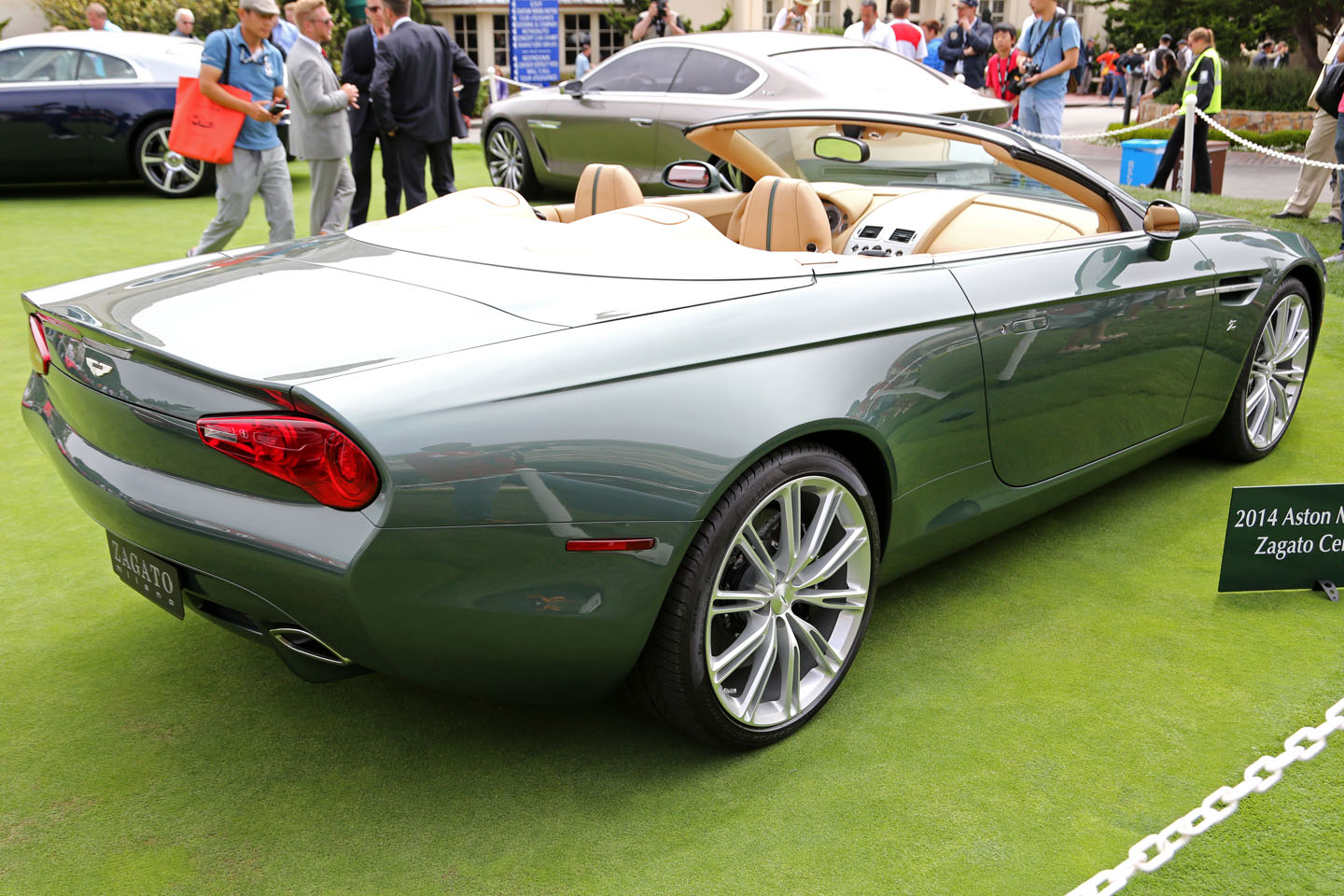
Aston Martin DB9 Spyder Zagato Centennial - tył

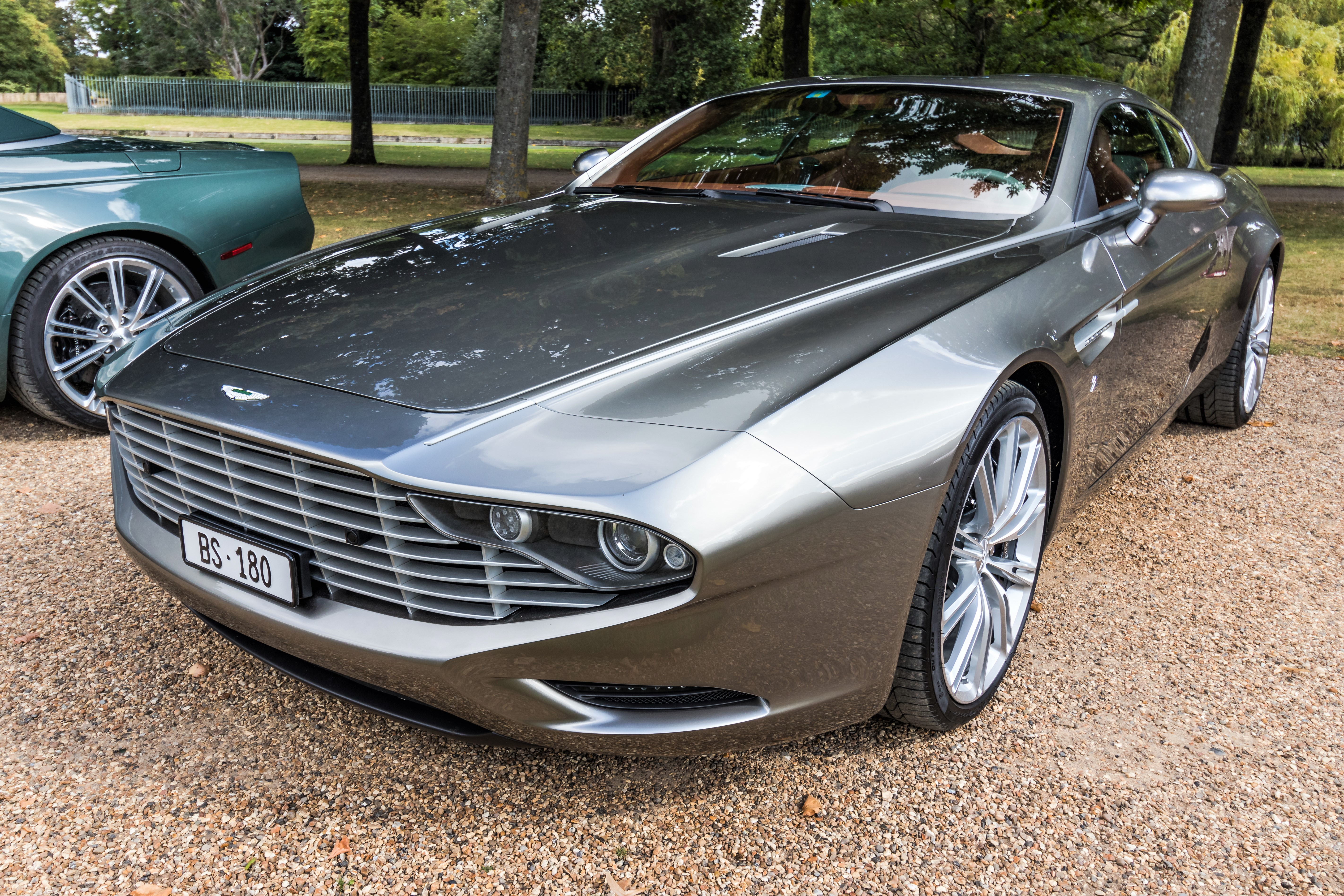
Aston Martin Virage Shooting Brake Zagato Centennial

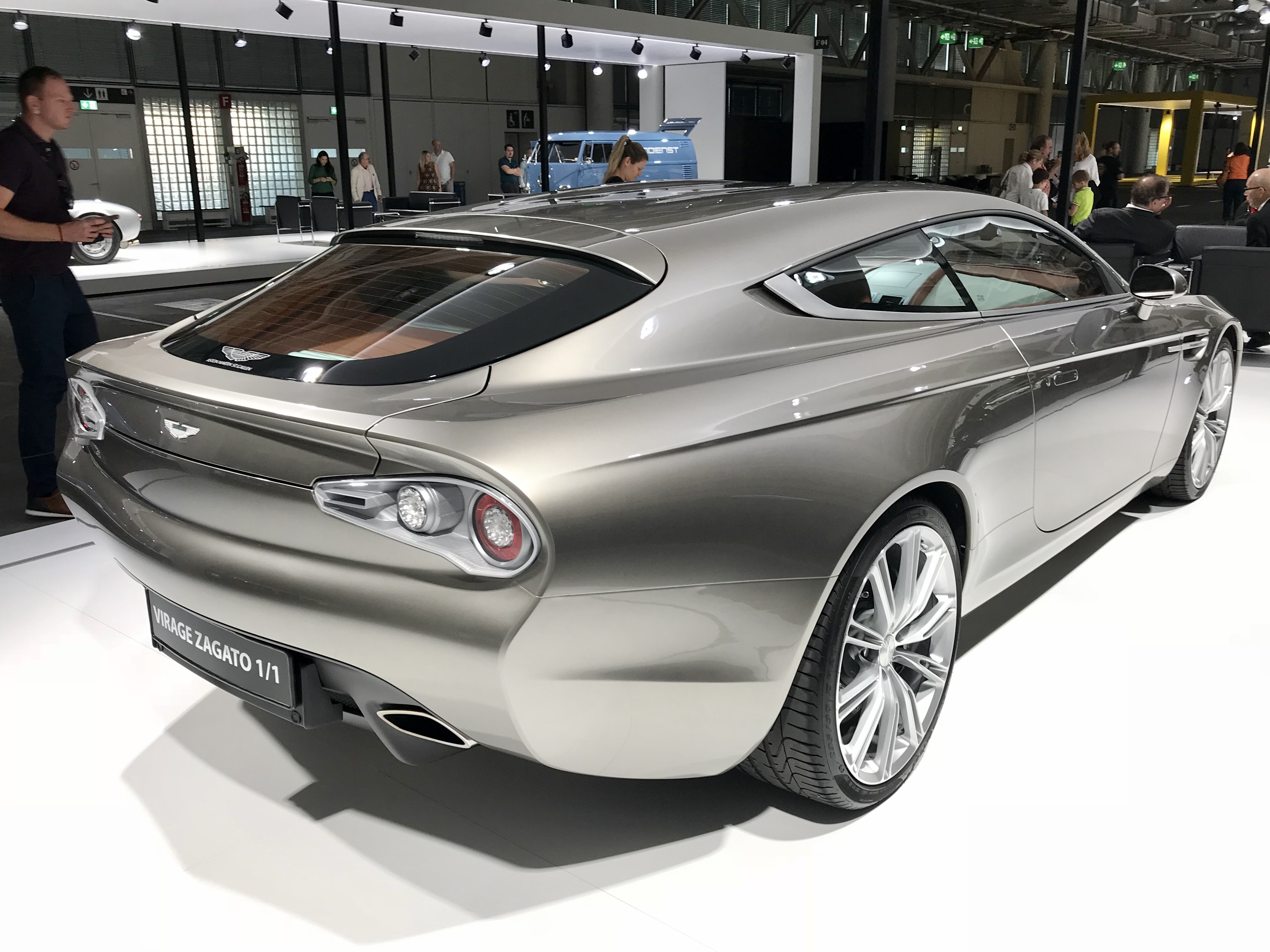
Aston Martin Virage Shooting Brake Zagato Centennial - tył

W lipcu 2013 roku Aston Martin przedstawił model specjalny, który powstał w ramach świętowania 100-lecia działalności brytyjskiej firmy. W ramach tej rocznicy po raz kolejny nawiązano współpracę z kooperującym wówczas od ponad pół wieku włoskim Zagato, za bazę techniczną wykorzystując model DBS i opracowując unikatowy model DBS Coupe Zagato Centennial. Przy technicznym pokrewieństwie i sugestywnemu pierwszemu członowi nazwy, samochód dzielił z pierwowzorem tylko wzór kabiny pasażerskiej i kokpitu.
Pod kątem wizualnym samochód otrzymał unikalny projekt stylistyczny, w obszernym zakresie odbiegający od bardziej obłych, zaokrąglonych i stonowanych regularnych konstrukcji marki Aston Martin. Szpiczasta, podłużna sylwetka wyróżniła się nisko osadzonym pasem przednim z obszernym grillem i niewielkimi reflektorami, a linię nadwozia wzbogaciły liczne owalne akcenty. Stworzenie projektu, który zainspirował zlecający jego wykonanie właściciel, Zagato określiło jako duże wyzwanie.
Do napędu wszystkich modeli z rodziny modelowej Zagato Centennial wykorzystana została ta sama, stosowana w regularnych modelach brytyjskiej firmy jednostka typu V12 o pojemności 5,9 litra. Rozwijająca moc 510 KM i 570 Nm maksymalnego momentu obrotowego, przenosząc moc na tylną oś przy pomocy 6-stopniowej manualnej skrzyni biegów.

### Warianty
Równolegle z wariantem coupe, który otrzymał nazwę DBS Coupe Zagato Centennial, Aston Martin przedstawił też otwartą odmianę  ze składanym dachem typu kabriolet, która dla odmiany nazwana została DB9 Spyder Zagato Centennial. Rok po debiucie pary unikatowych samochodów przedstawiono jeszcze jeden efekt brytyjsko-włoskiej współpracy, który przyjął postać 3-drzwiowego nadwozia z podwyższoną linią dachu. Samochód nazwano Aston Martin Virage Shooting Brake Zagato Centennial.

### Sprzedaż
Każdy z modeli z serii Zagato Centennial to unikatowe konstrukcje typu one-off, które powstały po jednym egzemplarzu na wariant nadwozia. Każdy z nich zbudowany został na specjalne zamówienie nabywców, którzy zgodzili się na ujawnienie swoich personaliów oraz faktu, że czynnie angażowali się w proces projektowania swoich samochodów. Już dwa lata po prezentacji, w 2015 roku odmiana kabriolet trafiła na aukcję w kalifornijskim Monterey, znajdując nowego właściciela za kwotę 693 tysięcy dolarów.

### Silnik
- V12 5.9l 510 KM